# کندی بار
کندی بار (انگلیسی: Candy Barr; ۶ ژوئیهٔ ۱۹۳۵ – ۳۰ دسامبر ۲۰۰۵) رقاص برهنه و بازیگر اهل ایالات متحده آمریکا بود.